# Бондарчук Роман Леонідович

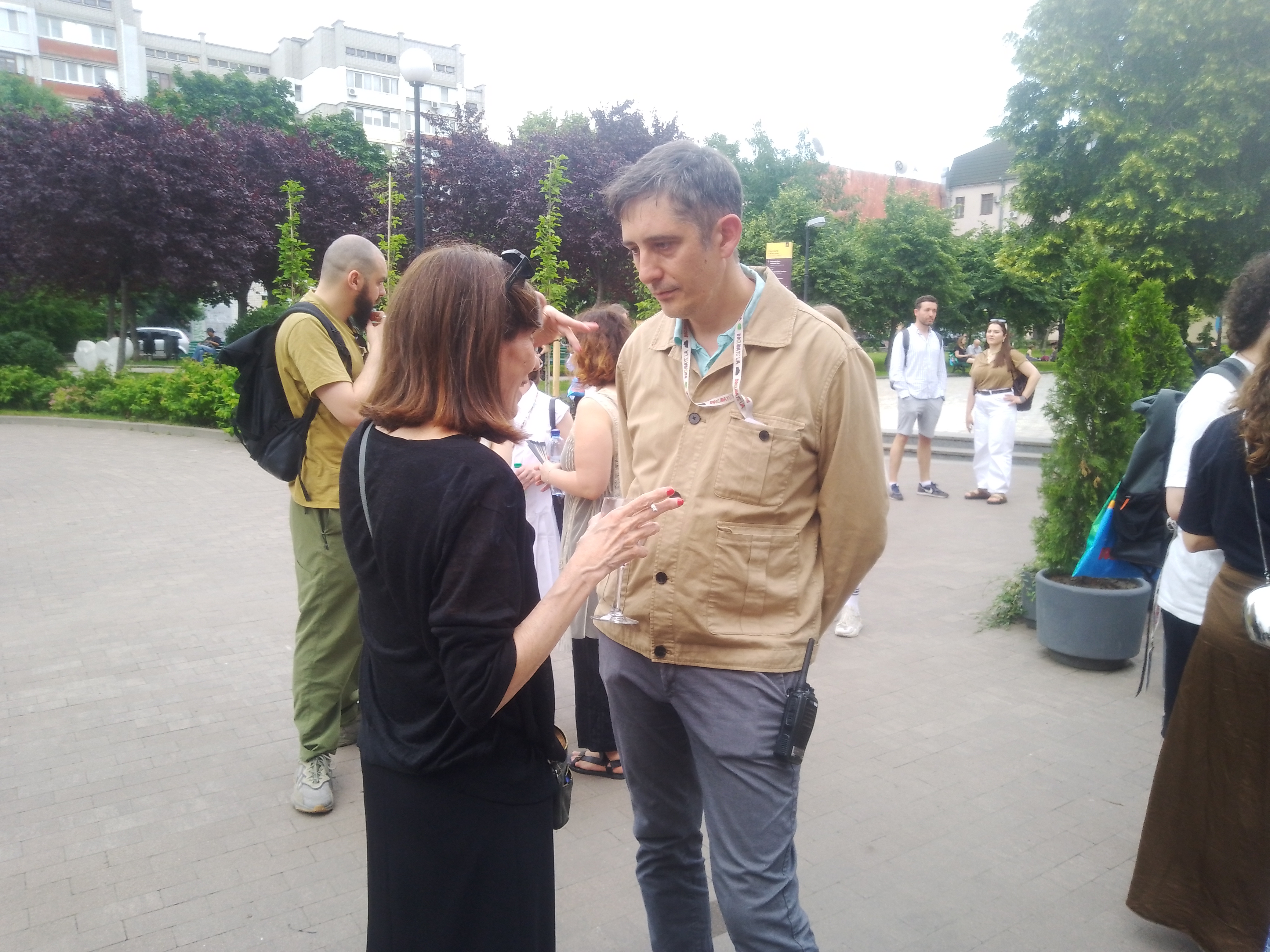
Роман Бондарчук на відкритті 22-го Docudays UA

Роман Леонідович Бондарчук (нар. 14 січня 1982, Херсон) — український режисер, сценарист, та монтажер художніх та документальних фільмів. Артдиректор кінофестивалю «Docudays UA». Увійшов у ТОП-100 людей культури України в 2017 році за версією часопису «Новое время». У 2016 році його документальна стрічка «Українські шерифи» була висунута від України на премію «Оскар»

## Життєпис
Роман Бондарчук народився 14 січня 1982 року в Херсоні. Випускник режисерського факультету Київського національного університету театру, кіно і телебачення імені І. К. Карпенко-Карого (майстерня Юрія Іллєнка).
Роман Бондарчук автор збірки оповідань «Директор коридора», дипломант Міжнародного літературного конкурсу «Гранослов» (1995).
Співавтор сценаріїв: «22-24» (дипломант Коронація слова 2009), «1-ше вересня», «Вулкан» (разом з Аллою Тютюнник і Дар'єю Аверченко). Всі три сценарії були відзначені на Національному літературному конкурсі «Коронація слова» (2009—2011).
Режисер низки музичних кліпів та промо-роликів. Кілька років поспіль член відбіркової комісії Міжнародного фестивалю документального кіна про права людини Docudays UA. Співпрацював з телеканалами ARTE (Франція), DISCOVERY (Росія), MTV, ІНТЕР.
У 2019 році став лауреатом Шевченківської премії у номінації «Кіномистецтво».
Восени 2021 року Бонарчук завершив зйомки свого чергового фільму. Картина має назву «Редакція».

## Фільмографія
| Рік  | Назва                                         | Тип                 | Роль               | Примітки |
| ---- | --------------------------------------------- | ------------------- | ------------------ | --- |
| 2001 | «Манекени»                                    | Короткометражка     | режисер, сценарист | Приз за найкращу операторську роботу, Кінофестиваль «Відкрита ніч».                                                             |
| 2001 | «The Ground»                                  | Короткометражка     | режисер, сценарист | Приз за найкращу операторську роботу, Кінофестиваль «Пролог».                                                                   |
| 2002 | «Глибокий колодязь»                           | Короткометражка     | режисер, сценарист | Приз за найкращу студентську режисерську роботу, Кінофестиваль «Відкрита ніч».                                                  |
| 2003 | «Стіни і двері»                               | Короткометражка     | режисер            | Приз за найкращий ігровий фільм, Кінофестиваль «Відкрита ніч». Приз за найкращу операторську роботу, Кінофестиваль «Пролог».    |
| 2005 | «Пляж для англійського лорда» Короткометражка |                     | режисер            | |
| 2005 | «Микола та німець»                            | Короткометражка     | режисер, сценарист | Приз за найкращий ігровий фільм та приз за найкращу операторську роботу, Кінофестиваль «Відкрита ніч».                          |
| 2005 | «Катерина»                                    | Короткометражка     | режисер            | Приз у програмі «Панорама українського кіна» від тижневика «Дзеркало тижня», 36 Київський МКФ «Молодість».                      |
| 2007 | «Таксист»                                     | Короткометражка     | режисер, сценарист | Премія «Білий Слон», 16 Відкритий фестиваль кіна «Кіношок». Приз «За зухвалість та поезію», 4 фестиваль Кінотеатр. ДОК, Москва. |
| 2007 | «Радуниця»                                    | Короткометражка     | режисер, сценарист | Приз глядацьких симпатій, 9 Міжнародний фестиваль GoEast у Вісбадені                                                            |
| 2009 | «MMS»                                         | Короткометражка     | режисер            | з кіноальманаху «Мудаки. Арабески»                                                                                              |
| 2011 | «Крос»                                        | Короткометражка     | монтажер           | |
| 2012 | «Поліна»                                      | Короткометражка     | режисер            | Проект 15 Young by Young |
| 2013 | «Ромська мрія»                                | Короткометражка     | режисер            | |
| 2013 | «Сезонні роботи»                              | Короткометражка     | режисер            | |
| 2013 | "Кафе «Вояж»                                  | Короткометражка     | режисер            | Національний конкурс КМКФ Молодість                                                                                             |
| 2014 | «Євромайдан. Чорновий монтаж»                 | Повнометражний док. | режисер            | Фільм-відкриття міжнародного кінофестивалю Docudays UA у березні 2014.                                                          |
| 2015 | «Українські шерифи»                           | Повнометражний док. | режисер            | Премія НСКУ 2017. Спеціальний приз журі за найкращий повнометражний документальний фільм від МФДК у Амстердамі (IDFA)           |
| 2015 | «Чуєш, брате?»                                | Короткометражка     | режисер, оператор  | Створений до виставки «Чуєш, Брате?» відомого українського фотографа Олександра Глядєлова — Docudays UA-2015                    |
| 2015 | «Dixie Land»                                  | Повнометражний док. | режисер            | Найкращий український повнометражний фільм національної програми на 8-му Одеському міжнародному кінофестивалі.                  |
| 2018 | «Вулкан»                                      | Повнометражний худ. | режисер, сценарист | Спільне виробництво України та Німеччини.                                                                                       |
| 2024 | «Редакція»                                    | Повнометражний худ. | режисер            | |

## Громадська позиція
У 2018 році під час прем'єри фільму «Вулкан» на Міжнародному кінофестивалі у Карлових Варах виступив на захист ув'язненого у Росії українського кінорежисера Олега Сенцова.

### Інтерв'ю
- Артур Сумароков. Роман Бондарчук: «Чесні свідчення роблять більше користі, ніж лаковані». Moviegram. 20.10.18. Архів оригіналу за 7 квітня 2019.
- На таких, як «Українські шерифи» тримається країна, – автори фільму
- Роман Бондарчук та Дар’я Аверченко стали подвійними переможцями на Одеському кінофестивалі
- «Останнє, про що хотілося думати – це кіно». Херсонщина у фільмі «Редакція» Романа Бондарчука